# Palaeotrionyx
 Palaeotrionyx va ser un gènere extint de tortugues d'aigua dolça de la  família Trionychidae que va viure al Paleocè.

## Morfologia
Feia uns 45 cm i la seva principal característica és que no tenia plaques dures (còrnies) sobre les cuirasses òssies com la majoria de les tortugues, sinó que estava coberta per pell.
El seu coll era llarg i mòbil i la seva cara acabava en un peculiar i cridaner musell puntegut que sobresortia.

## Hàbits
Per estudiar aquesta tortuga se sol comparar amb les altres tortugues de closca tova que sobreviuen actualment a causa de les seves moltes similituds, d'aquesta manera es creu que era omnívora i menjava algues i preses com petits mol·luscs o insectes.